# Aartsbisdom Pesaro
Het aartsbisdom Pesaro (Latijn: Archidioecesis Pisaurensis; Italiaans: Arcidiocesi di Pesaro) is een aartsbisdom van de Rooms-Katholieke Kerk in Italië. De zetel van het aartsbisdom is in Pesaro. De aartsbisschop van Pesaro is metropoliet van de kerkprovincie Pesaro waartoe ook de volgende suffragane bisdommen behoren:
- Aartsbisdom Urbino-Urbania-Sant'Angelo in Vado
- Bisdom Fano-Fossombrone-Cagli-Pergola

## Geschiedenis
Het bisdom Pesaro bestaat sinds de 3e eeuw. Het was oorspronkelijk suffragaan aan het aartsbisdom Urbino-Urbania-Sant’Angelo in Vado. Op 11 maart 2000 werd deze kerkprovincie door paus Johannes Paulus II met de apostolische constitutie Quo maiori opgeheven. Pesaro werd verheven tot aartsbisdom en het aartsbisdom Urbino-Urbania-Sant’Angelo in Vado en het bisdom Fano-Fossombrone-Cagli-Pergola werden suffragaan aan Pesaro.

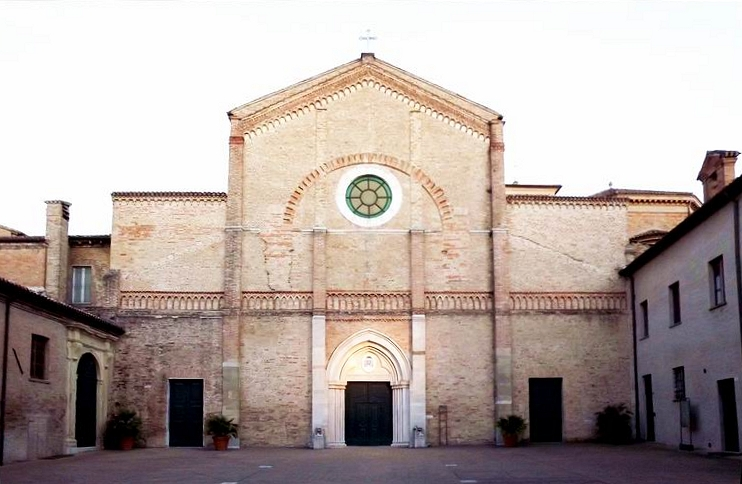
Kathedraal van Pesaro